# 諾基亞7110
諾基亞  7110是諾基亞公司第一支搭載 Series 40與能執行WAP瀏覽器的行動電話。它發表於在1999年2月，並在當年度的十月發布。

## 差異
該型號在不同地區有不同名稱，如下：
- 7190 GSM 1900 Band for USA
- 7160 TDMA

## 外部連結
- nokia 7110 stuff @ filibeto.org（页面存档备份，存于）